# Лоаццоло
Лоаццоло (італ. Loazzolo, п'єм. Loasseu) — муніципалітет в Італії, у регіоні П'ємонт,  провінція Асті.
Лоаццоло розташоване на відстані близько 460 км на північний захід від Рима, 65 км на південний схід від Турина, 26 км на південь від Асті.
Населення — 338 осіб (2014).
Щорічний фестиваль відбувається 17 січня. Покровителі — святий Антоній Великий.

## Демографія
Населення за роками:

Станом на 1 січня 2023 року в муніципалітеті офіційно проживало 35 іноземців з 11 країн, серед них 11 громадян країн Євросоюзу та 3 громадяни України.

## Сусідні муніципалітети
- Буббіо
- Канеллі
- Чессоле
- Коссано-Бельбо
- Монастеро-Борміда
- Роккаверано
- Санто-Стефано-Бельбо